# Distretto di Chipao
Il distretto di Chipao è uno dei ventuno distretti della provincia di Lucanas, in Perù. Si trova nella regione di Ayacucho e si estende su una superficie di 1.166,91 chilometri quadrati.

Ha per capitale la città di Chipao e nel censimento del 2005 contava 3.580 abitanti.